# Laurence Michel
Laurence Michel, née en 1972, est une monteuse et réalisatrice française.

## Biographie
Depuis 2000, Laurence Michel est monteuse dans l'animation, le documentaire et l'information télévisée. elle s’est notamment occupée des longs métrages documentaires Aria (2017) et Mon enfant, ma bataille (2019), tous les deux réalisés par Émilie Jouvet.
En 2014, elle réalise le documentaire Ronde Bosse aux Ateliers Varan. Elle se rase volontairement la tête. Elle filme les réactions et les réflexions des femmes. Ce film explore la relation entre féminité et chevelure. Pour Laurence Michel, la ronde bosse est juste autre coiffure que les femmes devraient pouvoir se permettre.
En 2023, elle réalise 4801 nuits. Il s'agit d'un film intimiste et introspectif dans lequel Laurence Michel raconte son parcours de femme alcoolique et son abstinence depuis 4801 nuits. Elle aborde la question de l'alcoolisme sous l’angle du genre. L'alcoolisme féminin est caché, dénié, honteux, scandaleux. Pour faire ce récit, elle a recours au cinéma d'animation. Elle présente des objets sur fonds noirs.
Elle pose notamment pour Louise Merzeau en 1994, Daïjna Roos en 1997, Nicole Miquel en 2022.

## Montages
- Aria, réalisatrice Émilie Jouvet, 90 min, 2017
- Mon enfant, ma bataille, réalisatrice Émilie Jouvet, 90 min, 2019
- Les contours de l'amour, réalisatrice Coline Costes, 61 min, 2023

## Réalisations
- Filles de joie, 40min, 2015
- Ronde Bosse, 30 min, 2016
- 4801 nuits, 38 min, 2023

## Prix et distinctions
- mentions spéciales pour 4801 nuits, Chéries-Chéris, 2023[6]